# Park de Watertoren
Park de Watertoren is een groot park in de wijk Overvecht in de Nederlandse stad Utrecht. Het park is aangelegd rond 1975, rondom de watertoren uit 1935. Het park wordt doorsneden door de Marnedreef en de Moezeldreef.

## Landschap
Het circa 11,6 ha grote park vormt het groene hart van Overvecht Zuid. Water is een belangrijk thema in het park. Dit komt onder meer tot uitdrukking in de centraal gelegen hoofdwatergang de Singel en de diverse sloten in het veenweidegebied. Verder is er een spetterbadje voor kinderen en zijn er verschillende vijvers en waterpartijen. Het park heeft veel bomen die verspreid staan in het gras en op diverse plaatsen dichte heestervakken. In 2021 heeft het park een grootschalige opknapbeurt gekregen.

## Voorzieningen
Er zijn diverse recreatieve mogelijkheden voor sporters en kinderen. Zo is er een fietscrossbaan, een waterspeelplaats, een speeltuin, een dierenweide, een Cruyff Court en een Krajicek Playground.

## Kunst in het park
- Bij de Karpathosdreef staat het beeld Pegasus van Fons Bemelmans uit 1975.
- Het kunstwerk Zeelandschap dat oorspronkelijk ontworpen is voor en geplaatst was op het Smakkelaarsveld wordt verplaatst naar Park de Watertoren.[1][2]

## Galerij

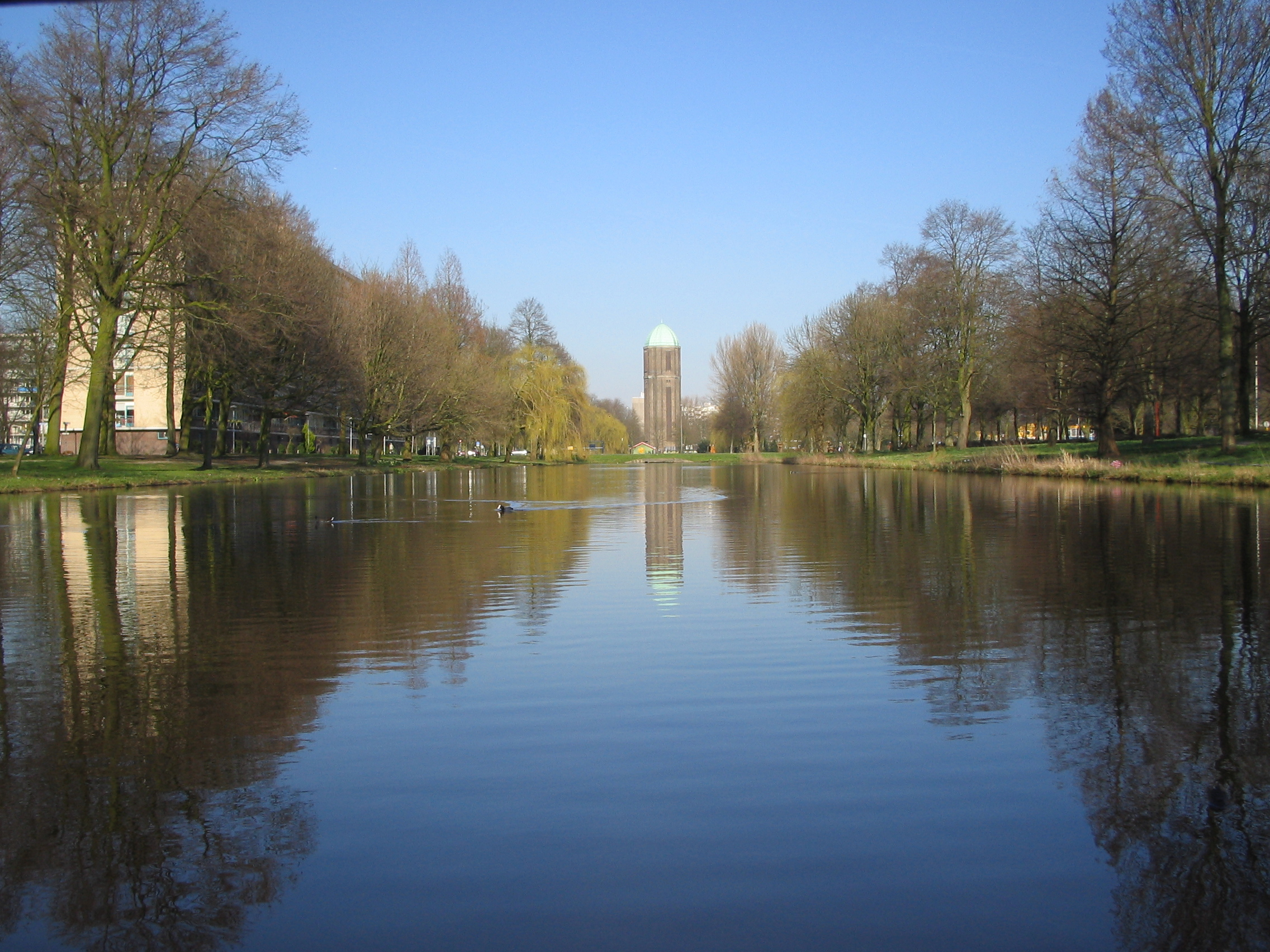
Watertoren met vijver
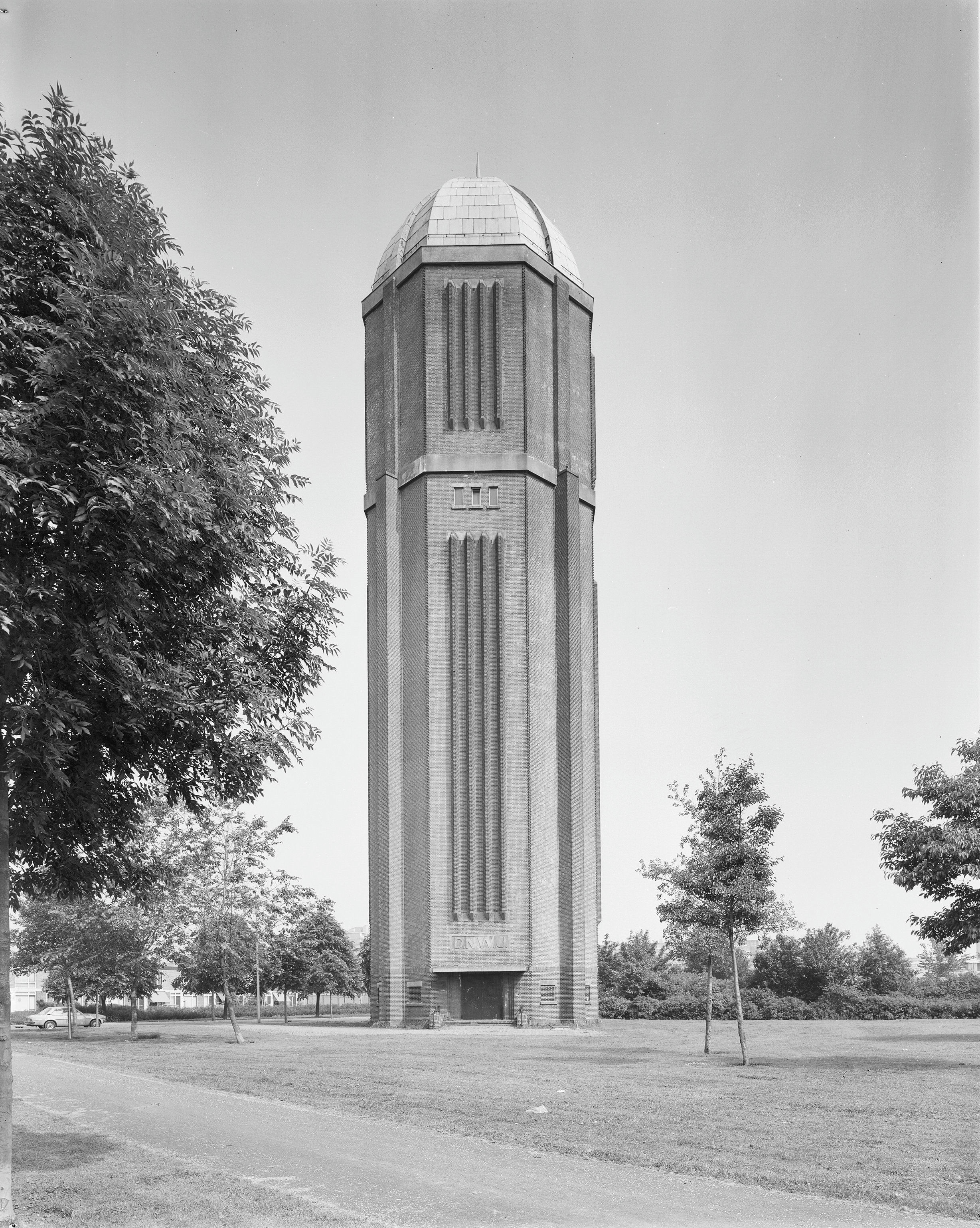
Watertoren in Overvecht, 1979

Amaliapark · Park De Balije · Park Bloeyendael · Park de Gagel · Griftpark · Hogelandsepark · Park Hoge Weide · Julianapark · Klokkenveld · Kromme Rijnpark · Majellapark · Máximapark · Moreelsepark · Park Nieuweroord · Niftarlakepark · Noorderpark · Nynkeplantsoen · Oorsprongpark · Park Oosterspoorbaan · Oranjepark · Park De Groene Kop · Park Leeuwesteyn · Park Oog in Al · Park Transwijk · Rosarium (Oudwijk) · Sterrenbos · Park Tivoli · Van Heukelompark · Vechtzoompark · Park Voorn · Park de Watertoren · Wilhelminapark · Willem Alexanderpark · Zocherpark